# Fernando Ciangherotti
Fernando Ciangherotti (Cidade do México, 6 de setembro de 1959) é um ator mexicano. iniciou sua carreira na Televisa, transferindo-se anos depois para a TV Azteca, emissora a qual pertence até os dias atuais. No Brasil, é mais conhecido por seu papel de Santiago del Olmo na telenovela Maria Mercedes, exibida em cadeia nacional em 1996, 1997, e 2012, no SBT, e em Quinze Anos, exibida em 1992 no SBT, e em 1997 na CNT (ambas as telenovelas com Thalia).

## Filmografia

### Televisão
- El bienamado (2017) … Genovevo Morones
- Sin rastro de ti (2016) … Dr. Samuel Miller
- Prohibido amar (2013) … Ignacio
- Amor cautivo (2012) … Jorge Bustamante
- Huérfanas (2011) … Ismael Montemayor
- Grandes finales de telenovelas (2010) … Sergio Iturralde Contreras
- Prófugas del destino (2010) … Mario Fernández
- Pasión Morena (2009) … Aldo Sirenio
- La historia detras del mito (2007) … Ele mesmo
- Mientras haya vida (2007) … Gonzalo Cervantes
- Amores cruzados (2006) … Federico
- Secreto de amor (2005)
- Tú te lo pierdes (2005) … Guey
- Top Models (2005) … Gabriel Cossy
- La hija del jardinero (2003) … Luis Alejandro Montero
- El candidato (1999) … Abel Santana
- Señora (1998) … Sergio Blanca
- La chacala (1998)
- Al norte del corazón (1997) … Rafael
- Altos instintos (1995)
- Prisionera de amor (1994) … Augusto
- Volver a empezar (1994) … Eduardo Villafañe
- Entre la vida y la muerte (1993) … Andrés del Valle
- María Mercedes (1992) … Santiago Del Olmo
- La pícara soñadora (1991) … Federico
- Mi segunda madre (1989) … Alberto Saucedo
- Destino (1989) … Sebastián
- Quinceañera (1987) … Sergio Iturralde Contreras
- Marionetas (1986) … Gustavo Almada
- El padre Gallo (1986) … Patricio
- Los años pasan (1985) … Armando
- La traición (1983) … Mauricio
- El ángel caído (1982) … David Rendón

## Prêmios e Nominações

### Premios TVyNovelas
| Ano  | Categoria             | Telenovela       | Resultado |
| ---- | --------------------- | ---------------- | --------- |
| 1993 | Melhor Ator de Elenco | María Mercedes   | Ganhador  |
| 1990 | Melhor Vilão          | Mi segunda madre | Ganhador  |

### Cinema
- Sin ella (2010) … Shine
- El último evangelio (2008)
- Gente comun (2006)
- Un paso al cielo (1993)
- El despiadado (1990)
- Orgia de terror (1990)
- Central camionera (1988)
- El chacal (1987)
- El reportero (1987)
- Caceria de traficantes (1987)

## Teatro
- Escuela de cocote
- Las aventuras de Santa Claus
- Chiquita pero picosa (2008)[1]
- 12 hombres en pugna (2008)[2](2013)[3]
- Los Lobos (2010)[4]
- La Casa Limpia (2011)[5]
- Hidalgo, memoria y sangre (2015)[6]